# Aulacorhynchus prasinus
El tucán esmeralda (Aulacorhynchus prasinus) es una especie de ave piciforme de la familia de los tucanes (Ramphastidae), que se encuentra en las regiones montañosas, desde México, América Central, Colombia, el norte de Venezuela y a lo largo de los Andes Peruanos hasta el sur y centro de Bolivia. No se reconocen subespecies.

## Taxonomía
Tiene descritas varias subespecies:

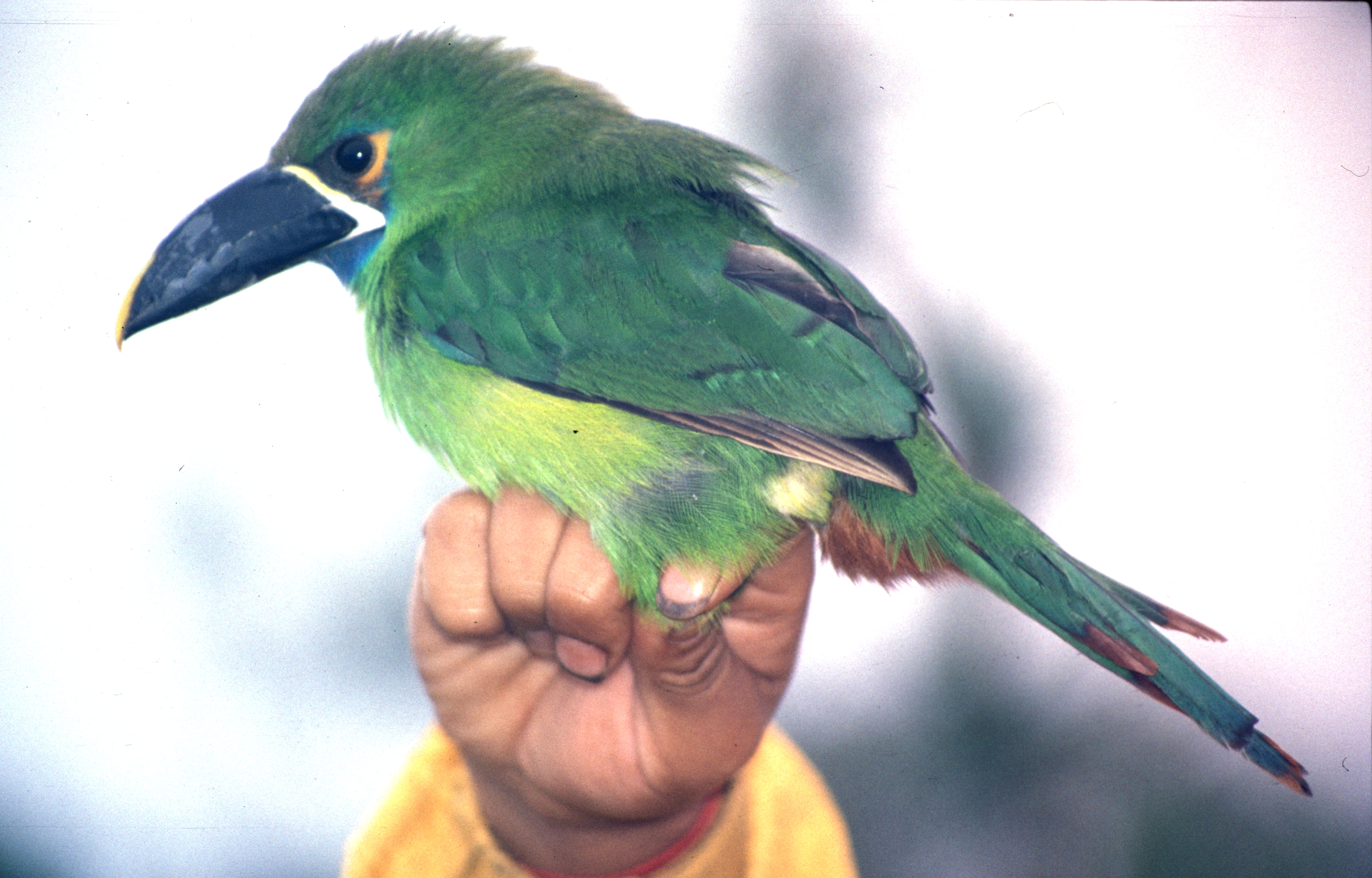
Aulacorhynchus prasinus cyanolaemus.

- Aulacorhynchus prasinus albivitta (Boissonneau, 1840)
- Aulacorhynchus prasinus atrogularis (J.H.C.F. Sturm, & J.W. Sturm, 1841)
- Aulacorhynchus prasinus cyanolaemus (Gould, 1866)
- Aulacorhynchus prasinus dimidiatus (Ridgway, 1886)
- Aulacorhynchus prasinus griseigularis Chapman, 1915
- Aulacorhynchus prasinus lautus (Bangs, 1898)
- Aulacorhynchus prasinus phaeolaemus (Gould, 1874)
- Aulacorhynchus prasinus prasinus Gould, 1833
- Aulacorhynchus prasinus virescens Ridgway, 1912
- Aulacorhynchus prasinus volcanius Dickey & Van Rossem, 1930
- Aulacorhynchus prasinus warneri Winker, 2000

Estas divisiones están basadas principalmente en morfología y plumaje como lo descrito por Navarro et al (2001). Sus resultados fueron preliminares, como ellos mismos señalaron. Como resultado, muchas autoridades, notablemente SACC, no reconocen más de una sola especie extensa, pero reconocen la necesidad de una solución a este complejo. 
Estas son claramente especies separadas según el concepto biológico de las especies, pero juzgando los límites de las especies según el concepto biológico de las especies, es difícil debido a las inusuales distribuciones alopátricas de los diferentes grupos. No hay diferencias vocales entre las diferentes poblaciones, pero eso no es inusual para las especies separadas que no se traslapan.

## Descripción
Como otros tucanes, el tucán esmeralda es brillante, marcado y tiene un pico largo. El adulto mide de 30-35 cm de largo y pesa 180 g. Los sexos son iguales en apariencia, aunque la hembra generalmente es más pequeña y su pico es más delgado y corto. Es, como otros miembros del género Aulacorhynchus, totalmente verde. La salida y punta de la cola son de un rosa amarillento que modera a naranja. El pico es negro con amarillo hasta la mandíbula superior (depende de la subespecie exacta), y en todos, excepto los nominales (prasinus) y los del grupo wagleri, el pico tiene una línea blanca en la base. Los miembros del grupo caeruleogularis tienen una mancha rosa amarillento que modera a naranja cerca de las base de las mandíbula superior, mientras que algunos miembros del grupo albivitta tienen una mancha amarillento que modera a naranja cerca de la base de la mandíbula inferior. La garganta es blanca en los nominados y en los del grupo de los wagleri; azul en el grupo de los caeruleogularis y cognatus; azul pálido grisáceo en el grupo de los lautus; azul o negro en el grupo de los atrogularis y blanco o gris azulado en el grupo de los albivitta. El aro alrededor de los ojos va de azul a rojo, en algunas subespecies es más oscuro, casi pareciendo negruzco desde una distancia. Las patas son de color grisáceo oscuro y el iris es oscuro.
Los jóvenes son más oscuros, incluyendo, la garganta; y dependiendo de la subespecie, las aéreas oscuras del pico son remplazadas con un color amarillo oscuro o el pico es completamente amarillo.

## Hábitat y comportamiento
El tucán esmeralda es generalmente un reproductor residente en bosques húmedos, y más, en selva abierta, principalmente en elevaciones altas. Los 3 o 4 huevos son puestos en un agujero sin forro en un árbol, usualmente un antiguo nido de carpintero, pero algunas veces en una cavidad natural. Ambos sexos incuban los huevos por 14-15 días, y los polluelos permanecen en el nido después de salir del huevo. Nacen ciegos y desnudos, tienen picos cortos y almohadillas en sus talones para protegerlos del rústico suelo del nido. Son alimentados por ambos padres, y criados alrededor de 6 semanas. Se alimentan por varias semanas antes de dejar el nido.
Pequeñas bandadas, consistentes usualmente de 5 a 10 pájaros. Se mueven a través del bosque “siguiendo un líder” en un vuelo rápido y directo. Esta especie es primordialmente un comedor de frutas arbóreas pero también come insectos, lagartijas, huevos de aves y otras pequeñas presas.
El canto del Tucán Esmeralda es un rrip rrip rrip rrip rrip seco ruidoso y un graval graval graval. Se ha sugerido que los diferentes llamados son hechos por los dos sexos.[cita requerida] También hay llamados de alarma y llamados de agresión.

## Avicultura

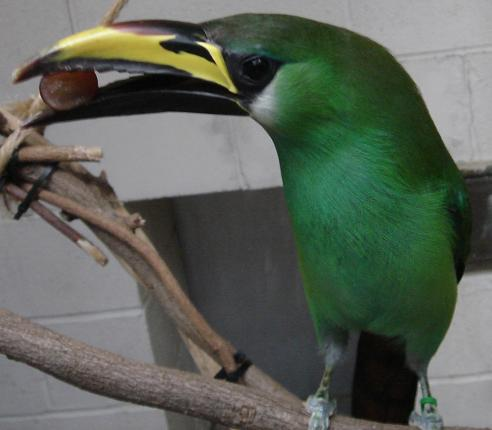
En cautividad (grupo nominal).

Siendo una especie protegida, su comercialización como mascota es prohibida en Panamá y Costa Rica.